# Cercosa
Cercosa is een plaats (freguesia) in de Portugese gemeente Mortágua en telt 357 inwoners (2001).